# San José Obrero (Sevilla)
San José Obrero es un barrio de la ciudad de Sevilla (España), perteneciente al distrito San Pablo-Santa Justa. Está situado en la occidental del distrito, al este de la estación de Santa Justa. Limita al norte con el barrio de Fontanal-María Auxiliadora-Carretera de Carmona; al oeste, con los barrios de San Carlos-Tartessos y Las Huertas; al sur, con el barrio de Huerta de Santa Teresa; y al suroeste, con el barrio de San Roque.
La barriada que se construyó en 1955, se encuentra sobre los terrenos que se identificaban como Huerta de la Mulatilla (1884) y Huerta del Albergue (1928). Consta de 460 viviendas estructurada en bloques de poca altura y fue una de las primeras promovidas por la iniciativa pública. Tiene una población de 10.838 habitantes.

## Iglesia de San José Obrero
En la parroquia del barrio, tiene su sede canónica la Hermandad de San José Obrero que realiza una procesión por el barrio el sábado previo al domingo de ramos.

## Historia
En 1961, durante la riada del Tamarguillo, la última gran inundación sufrida por la ciudad de Sevilla, el barrio muy cercano al punto donde se rompió la defensa del arroyo Tamarguillo, fue una de las primeras áreas de la ciudad que quedó inundada. Fue también uno de los barrios donde más tardó el agua en retirarse y uno de los que sufrió mayores daños.